# 益山警察署
益山警察署（イクサンけいさつしょ）は、全北地方警察庁所管の警察署である。

## 管轄区域
- 益山市

## 沿革
- 1945年10月21日 - 裡里警察署として開署。
- 1995年7月15日 - 裡里市と益山郡の合併に伴い益山市になったことに伴い益山警察署に改称。
- 2003年12月19日 - 現在の庁舎が完成。

## 組織
- 警務課
- 生活安全課
- 捜査課
- 情報保安課
- 警備交通課
- 女性青少年課

## 管轄地区隊
- 中央地区隊
- 富松地区隊
- 平和地区隊
- 新洞地区隊

## 管轄派出所
- 咸悦派出所
- 黄登派出所
- 三箕派出所
- 龍安派出所
- 望城派出所
- 聖堂派出所
- 龍東派出所
- 熊浦派出所
- 咸羅派出所
- 金馬派出所
- 砺山派出所
- 王宮派出所
- 五山派出所
- 春浦派出所
- 朗山派出所